# Rårup Sogn
Rårup Sogn er et sogn i Hedensted Provsti (Haderslev Stift).
I 1800-tallet var Rårup Sogn et selvstændigt pastorat. Det hørte til Bjerre Herred i Vejle Amt. Rårup sognekommune blev ved kommunalreformen i 1970 indlemmet i Juelsminde Kommune, der ved strukturreformen i 2007 indgik i Hedensted Kommune.
I Rårup Sogn ligger Rårup Kirke og Møgelkær Kirke (Statsfængslet Møgelkær). Klejs Kirke blev i 1909 indviet som filialkirke til Rårup Kirke, og Klejs blev et kirkedistrikt i Rårup Sogn. I 2010 blev Klejs Kirkedistrikt udskilt som det selvstændige Klejs Sogn.
I Rårup og Klejs sogne findes følgende autoriserede stednavne:
- Brandstub (bebyggelse)
- Ejdom (bebyggelse)
- Glattrup (bebyggelse, ejerlav)
- Gram (bebyggelse, ejerlav)
- Gramrode (bebyggelse, ejerlav)
- Ikær (bebyggelse, ejerlav)
- Kalsbøl Gods (landbrugsejendom)
- Kirkeby (bebyggelse)
- Klejs (bebyggelse)
- Klejs Vestermark (bebyggelse)
- Klejsbro (bebyggelse)
- Klejsgård (bebyggelse)
- Klejsskov (bebyggelse)
- Lindved (bebyggelse, ejerlav)
- Nebel (bebyggelse, ejerlav)
- Nebel Mark (bebyggelse)
- Nøttrup (bebyggelse)
- Ravnholt (bebyggelse, ejerlav)
- Revsgårdlund (bebyggelse)
- Rårup (bebyggelse, ejerlav)
- Rårup Møllehave (bebyggelse)
- Rårup Østermark (bebyggelse)
- Sindballe (bebyggelse)
- Skævlund (bebyggelse, ejerlav)
- Åstrup (bebyggelse, ejerlav)